# Glyphocarpus intertextus
Glyphocarpus intertextus là một loài rêu trong họ Bartramiaceae. Loài này được Besch. A. Jaeger mô tả khoa học đầu tiên năm 1875.